# Stizocera suturalis
Stizocera suturalis är en skalbaggsart som först beskrevs av Martins och Dilma Solange Napp 1992.  Stizocera suturalis ingår i släktet Stizocera och familjen långhorningar. Inga underarter finns listade i Catalogue of Life.